# Dennis Amiss
Dennis Leslie Amiss, MBE (* 7. April 1943 in Birmingham, Vereinigtes Königreich) ist ein ehemaliger englischer Cricketspieler, der zwischen 1966 und 1977 für die englische Nationalmannschaft spielte.

## Aktive Karriere
Amiss gab sein First-Class-Debüt in der Saison 1960 und spielte in der Folge für Warwickshire. Jedoch spielte er dort zunächst vorwiegend in der zweiten Mannschaft und es dauerte fünf Jahre, bis er sich im ersten Team etablieren konnte. Sein Test-Debüt folgte im August 1966 gegen die West Indies, doch konnte er zunächst nicht herausragen. So erhielt er zunächst nur einzelne Einsätze, bis er im Sommer 1968 gegen Australien bei seinem einzigen Einsatz in beiden Innings nach 0 Runs ausschied. So wurde er aus dem Kader gestrichen und kam erst drei Jahre später wieder zurück ins Team. Dort erzielte er dann im dritten Test der Serie gegen Pakistan sein erstes internationales Fifty (56 Runs). In der Saison 1972 wurde er gegen Australien nur in der ODI-Serie eingesetzt und erzielte bei seinem Debüt ein Century über 103 Runs aus 134 Bällen. Dafür wurde er als Spieler des Spiels und später der Serie ausgezeichnet. So ging er im Winter 1972/73 auf seine erste Überseetour nach Indien. Bei der sich daran anschließenden Tour in Pakistan gelang ihm im ersten Test das erste internationale Century seiner Karriere über 112 Runs. Im zweiten Test konnte er dies wiederholen und ihm gelangen 158 Runs. Damit zeigte er erstmals die Eigenschaften im internationalen Cricket, die ihn in Warwickshire ausgezeichnet hatten. Auch im dritten Test konnte er mit einem Fifty über 99 Runs herausragen, doch reichte auch dieses nicht, um das Spiel nicht im Remis enden zu lassen.
Im Sommer 1973 kam Neuseeland nach England. Im ersten Test formte er im zweiten Innings eine Partnerschaft mit Tony Geig, wobei ihm 138* Runs aus 276 Bällen erzielte und damit die Vorgabe so erhöhte, dass sie nicht mehr durch Neuseeland eingeholt werden konnte. Im folgenden Test konnte er noch ein Fifty über 53 Runs hinzufügen. Im ersten ODI der Tour folgte dann noch ein weiteres Century über 100 Runs aus 121 Bällen, wofür er als Spieler des Spiels ausgezeichnet wurde. In der sich daran anschließenden Test-Serie gegen die West Indies, konnte er im zweiten Spiel zwei Fifties (56 & 86* Runs) erzielen. Im Winter folgte dann der Gegenbesuch in den West Indies. Dort erzielte er im ersten Test im zweiten Innings ein Century über 174 Runs aus 429 Bällen, konnte damit die Niederlage jedoch nicht vermeiden. Im zweiten Test der Serie stand England im zweiten Innings nach einem großen Rückstand nach dem ersten Innings mit dem Rücken zur Wand. Amiss gelang es über zehn Stunden hinweg an den letzten beiden Tagen sein Wicket gegen die starken Fast-Bowler zu verteidigen und dabei ein Double-Century über 262* Runs aus 563 Bällen zu erzielen, womit er das Remis rettete. Im vierten Test folgte dann sein drittes Century der Tour mit 118 Runs aus 246 Bällen.
Der Sommer 1974 begann gegen Indien mit einem Fifty über 56 Runs. Im zweiten Test hatte er dann mit einem Century über 188 Runs aus 303 Runs einen großen Anteil am Innings-Sieg des englischen Teams. Im dritten konnte er mit 79 Runs abermals seinen Anteil am Sieg leisten. In der folgenden Serie gegen Pakistan konnte er im dritten Test ein Century über 183 Runs aus 372 Bällen erreichen. Bei der Ashes Tour in Australien im Dezember erreichte er ein Fifty über 90 Runs. Daraufhin reiste er mit dem Team nach Neuseeland, wo er im zweiten Test ein Century über 164* Runs aus 351 Bällen erreichte. Im Sommer 1975 wurde dann der erste Cricket World Cup ausgetragen, wo ihm im ersten Spiel ein Century über 137 Runs aus 147 Bällen gegen Indien erreichte, wofür er als Spieler des Spiels ausgezeichnet wurde. Die Vorrunde schloss er dann mit einem weiteren Fifty über 88 Runs gegen Ostrafrika ab. Doch schied das Team daraufhin im Halbfinale gegen Australien aus. In der sich daran anschließenden Ashes-Series gegen Australien erzielte er in zwei Tests nur 19 Runs und wurde aus dem Kader gestrichen.
Es wurde nicht erwartet, dass er noch mal ins Team zurückkommt, doch nach zwei Niederlagen im Jahr darauf gegen die West Indies, wurde er im letzten Test wieder aufgestellt. Dort gelang ihm ein Double-Century über 203 Runs aus 320 Bällen, womit er zwar das Follow-on vermied, doch die Niederlage nicht verhindern konnte. Im Winter erreichte er in Indien zwei Fifties (82 und 50 Runs) in den Tests. Im März fand der Centenary Test in Melbourne gegen Australien statt, wo ihm ebenfalls ein Fifty über 64 Runs gelang. Im Sommer 1977 kam Australien dann nach England, wo er im dritten ODI ein Century über 108 Runs aus 146 Bällen erzielte und als Spieler der Serie ausgezeichnet wurde. In der zugehörigen Test-Serie konnte er nicht überzeugen und so war dieses sein letzter Einsatz im Nationalteam. Er spielte weiter für Warwickshire und ging 1977 für die World Series Cricket nach Australien. Dort war er der erste Spieler, der mit einem Helm spielte. Im März 1982 war er Teil der Rebell-Tour in Südafrika und wurde dafür nach seiner Rückkehr für drei Jahre gesperrt. Sein letztes Spiel für Warwickshire spielte er in der Saison 1987.

## Nach der aktiven Karriere
Nach seinem Rückzug arbeitete er ab 1992 als Selektor beim englischen Nationalteam. Ab 1994 bis 2006 war er Vorsitzender in Warwickshire. Ab 2008 übernahm er die Rolle als Vizevorsitzender des England and Wales Cricket Boards die er bis 2013 ausfüllte.